# Juan de Torres y de la Vega
Juan de Torres y de la Vega Ponce de León fue un noble y militar español que vivió a finales del siglo XVII y principios del XVIII, falleció en 1719. Pertenecía a la familia de Torres de Málaga, alcanzó el grado de teniente general del ejército, ocupó el cargo de presidente de la Casa de Contratación de Sevilla y fue asistente de Sevilla en el periodo comprendido entre 1705 y 1709. El 28 de noviembre de 1689 el rey Carlos II de España le otorgó el título de Conde de Miraflores de los Ángeles por los méritos y servicios que prestó a la corona. Este título alude a la imagen de la virgen llamada Nuestra Señora de los Ángeles que se encuentra en el Convento de los Ángeles de la ciudad de Málaga. Al no tener sucesión, a su muerte el título pasó a su sobrino Diego de Torres Ponce de León y la Vega que fue el II Conde de Miraflores de los Ángeles.